# Lechner Károly

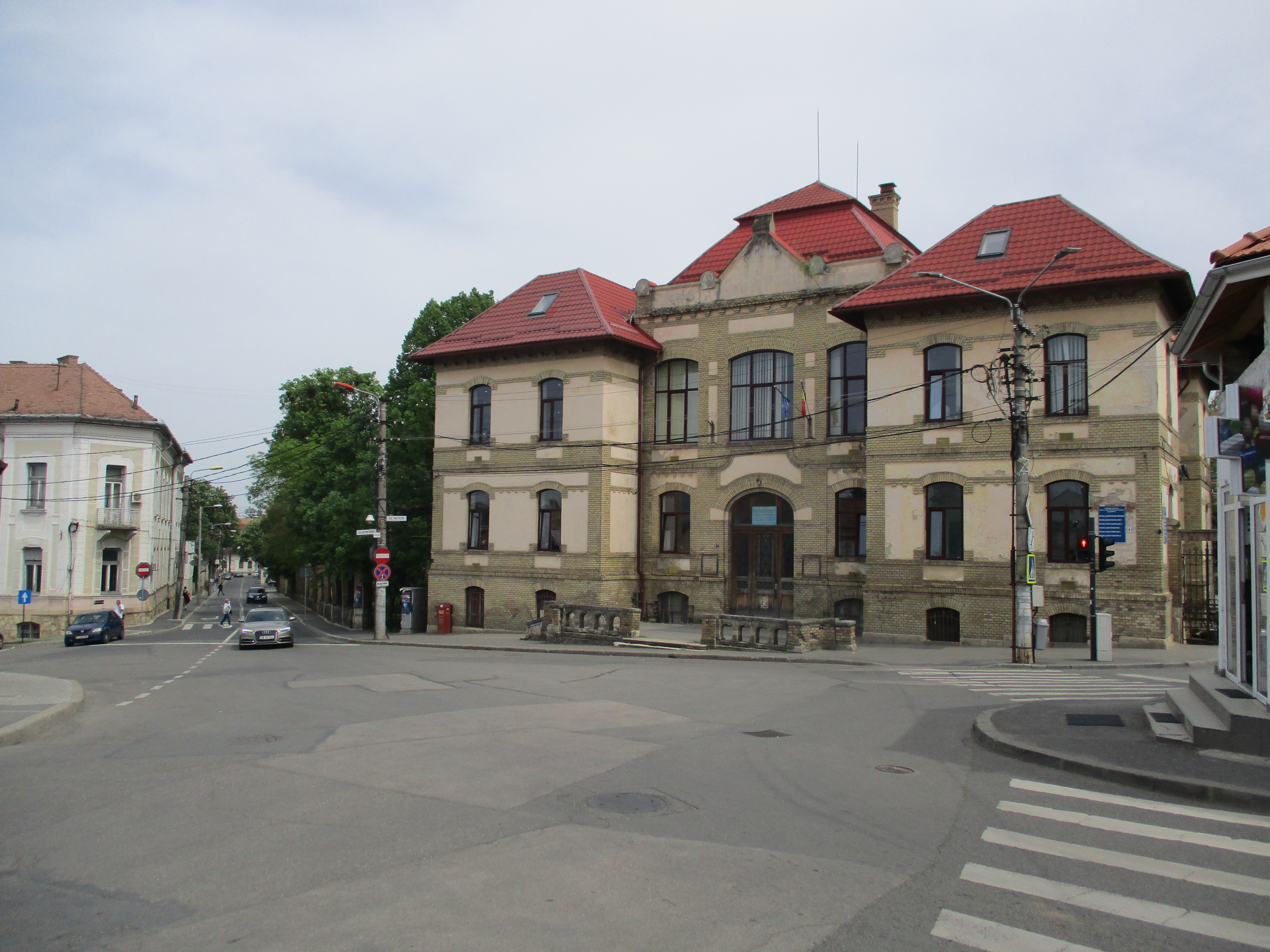
A kolozsvári ideg- és elmegyógyintézet főépülete 2020-ban

Lechner Károly (Pest, 1850. március 21. – Budapest, 1922. január 19.) magyar orvos, elmegyógyász, egyetemi tanár, a Magyar Tudományos Akadémia levelező tagja (1921).

## Kutatási területe
A reflexelmélettel foglalkozott, később a Pavlov által igazolt idegélettani törvényekre világított rá. Önálló fiziológiai alapokra épült pszichológiát és pszichopatológiát dolgozott ki. A hallucinációkkal, a tudatállapot-változásokkal kapcsolatos vizsgálatai is jelentősek.

## Életpályája
Fivére a nagy építész, Lechner Ödön volt. Lechner Károly orvosi oklevelét bécsi előtanulmányok után Budapesten szerezte meg 1874-ben. Szakorvosi képzettséget a sebészet, a szülészet és a szemészet területén szerzett, végül szakterületéül az elmegyógyászatot választotta. 1877-től hat évet töltött el Schwartzer Ferenc híres budai magánintézetében, mely intézetből a magyar elmeorvosok számos kiválósága indult. Felesége halálát követően több évig Nyugat-Európában dolgozott, legtovább a bécsi agyszövettani intézetben. Hallgatta Noritz Lazarus lélektani előadásait, Wundt és Charcot munkatársa volt. Külföldi munkaállomásairól hazatérve itthon az ideg- és elmekórtan elismert szakértőjének számított.
1883-tól az Angyalföldi Elme- és Ideggyógyintézet igazgatója. 1899-ben július 9-én Trefort Ágoston közoktatás- és vallásügyi miniszter Lechnert nevezte ki a kolozsvári Ferenc József Tudományegyetemre az Ideg- és elmekórtani katedrára nyilvános rendes tanárnak, egyben a törvényszéki lélektan előadásainak megtartásával is megbízta. Lechner kolozsvári intézete volt az első, amely klinikáján a budapesti Schwartzer intézet hagyományait vitte tovább, igyekeztek a betegeknek kellemes, megnyugtató környezetet biztosítani, betegkönyvtárat szerveztek, s akiket lehetett, kirándulni vitték. Az egész régióból, sőt a Balkánról is érkeztek betegek, egy ideig Ady Endre is itt gyógyíttatta magát.
Lechner 1900-ban a párizsi világkiállításon aranyérmet nyert koponyamérő eszközével („cephalographe”). Kutatásai, tanulmányai a reflexológia, az alvás, az elmefogyatékosság kérdéseivel kapcsolatban főleg a századfordulón és a századelőn bontakoztak ki. Úttörő jelentőségűnek tekintik Kétes elmeállapot című törvényszéki lélektani jegyzetét is. Tanárságának 25. évfordulójára egy 46 értekezést tartalmazó kötetet adtak ki (Dolgozatok. Kolozsvár, 1915). A kolozsvári egyetemen 1897/98-ban rektori teendőket látott el, gyakran töltött be dékáni tisztséget (1892/93; 1907/08; 1917/18; 1919/20; 1920/21). Tagja volt az Országos Közegészségügyi Tanácsnak; a Törvényszéki Orvosi Bizottság és a Tiszti Orvosi Vizsgáló Bizottság alelnökévé választotta; A Magyar Filozófiai Társaság Közleményeinek munkatársa volt az 1900-as években.
Az első világháború idején Lechner kolozsvári klinikája egyre inkább hadi kórházzá alakult át. Erdély román megszállása, a magyar egyetem menekülése Lechner Károlyt is megviselte, új Ideg- és Elmegyógyászati Klinikát és Agykutató Intézetet kellett létesítenie Szegeden nehéz körülmények közt. 1921-ben beválasztotta a Magyar Tudományos Akadémia levelező tagjai sorába, 1922-ben miközben készült akadémiai székfoglaló előadásának megtartására, hirtelen elragadta a halál.

## Művei (válogatás)
- A bujakórosok álmatlansága és annak okai. Budapest, 1881
- A téboly agytáplálkozási zavarainak lokalisatiója : tanulmány. Budapest, 1882
- Az érzéki észrevevés némely rendellenességeiről. Orvosi Hetilap, 1888
- Az izommunka szerepköre az értelmi képességek kifejlődésében. Orv. Term. Tud. Ért., 1891
- A psyché materialista alapjai. Orvosi Hetilap, 1892
- Pszichomechanikai törekvések az elmegyógyászatban. Budapest, 1901
- A reflextípusokról. Orv. Term. tud. Ért., 1903
- Az álmatlanságról. Kolozsvár, 1906 (Purjesz emlékkönyv)
- A beszámítás és a jogorvoslás kérdése. [Budapest], 1913 (Klny.: Gyógyászat, 1913. 45. sz.)
- Szabadság és kötöttség a lelki életünkben. Kolozsvár, 1918
- A női lélek és a feminizmus orvostermészettudományi megvilágításban. Budapest, 1922 (Klny., Természettud. Közlöny 4. köt.)
- Közérzéseink az értelmi munka szolgálatában. Budapest, 1923
- Lechner Károly művei (a szemelvényeket vál., jegyz. és bev. Balázs Sándor és Spielmann József). Bukarest, 1956[4]

## Társasági tagságai
- Erdélyi Múzeum-Egyesület (alelnök, 1909-1922)
- Erdélyi Irodalmi Társaság (EIT) (tiszteletbeli tagja, 1910)
- Természettudományi Társulat (választmányi tag)
- Budapesti Orvosegylet

## Díjai, elismerései
- Az Orvosi Hetilap díja (1886)
- A Párizsi világkiállítás nagydíja (1900)